# Värmlands järnålder
Värmlands järnålder omfattar tiden från 500 f. Kr. till 1050 e. Kr.  Den indelas i fem underperioder förromersk, romersk, folkvandringstid, vendeltid och vikingatid som överenstämmer med det övrigas Sverige kronologi. Järnåldern är en expansiv period i landskapet då odlingslandskapet expanderar och gravarna blir många fler ibland samlade till större gravfält och i utmarkerna expanderar den primitiva järnutvinningen.

## Klimat och landskapets kolonisation
Från omkring 1000 f Kr blev klimatet gradvis kallare. Under loppet av järnåldern kom temperaturen att variera upp och ner. Granen bredde ut sig allt längre söderut. Från Värmland är de äldsta beläggen för gran från omkring 100 f Kr.
Värmlands har en skiftande ytbildning och topografi. Största delen av Värmland har norrlandsterräng med stora myr- och våtmarker, stora barrskogar och mindre odlingsmark. Södra delen av Värmland har ett landskap präglat dock av den mellansvenska sänkans med ett landskap med sprickdalar och i detta område ligger  odlingsmarkerna. Norr om Vänern finns Vänerslätten där halvön Värmlandsnäs ingår. Norr om denna slätt finns långa dalstråk och sjösystem med  högre berg och åsar mellan de olika dalarna. I dalstråken finns också odlingsmarker. Klarälvsdalen är det viktigaste dalstråket med sin kilometerbreda fåra. Klarälvens meandrar är störst vid Sysslebäck och Edebäck. Dalgången omges av högre berg längre norrut. En annan större sprickdala är Fryksdalen med Frykensjöarna och Norsälven. Sjösystemet i sydväst med Glafsfjorden, Värmeln, Stora Gla, Silensjöarna och Foxen är en tredje och en fjärde finns i sydöst med sjön Möckeln och Letälven. De naturgeografiska förutsättningar har bestämt de viktigaste bosättningsområdena i Värmland. Den äldre järnåldern fortsätter den expansion som börjat redan under yngre bronsåldern. Åkrar och betesmarker tar mycket stora arealer då de flyttas runt mellan olika platser för att undvika utarmning av jorden. Efter expansionen stagnerar utvecklingen i mitten av järnålder under folkvandringstid (orsakad av fimbulvintern?) men i slutet av järnåldern under vikingatid expanderar bebyggelsen åter. Detta framgår av flera pollendiagram från olika delar av Värmland. Expansionen når också norra Värmland där många järnframställningsplatser och kolningsgropar har daterats till slutet av järnåldern och början av medeltiden. Även ortnamnen i Värmland bekräftar en expansion under slutet av järnåldern och tidig medeltid.

## Boplatser
Under yngre järnåldern träder många av dagens gårdar först fram i ljuset. Bosättningarna blir mer stabila och andelen av åkerbrukande gårdar ser ut att öka. Genom undersökningar av boplatser har vi kunskap om vad som odlades. Resultaten från äldre järnåldern är säkrare då de grundas på flest undersökningar. Makrofossil har hittats av skalkorn, vete, havre, korn, speltvete med flera sädesslag och de ger bevis för vad man odlade. En boplats undersökt vid Tallåsen i Kil visar vad man odlade på just den gården under 500-talet. e. Kr.  Fynden av skalkorn och havre men också råg. Råg var det mest överraskande fyndet.
Kunskapen om järnålderns boplatser är betydligt säkrare än motsvarande från sten- och bronsåldern. Trots det har man bara undersökt omkring 30 järnåldersboplatser i Värmland. Från några av dessa finns undersökta huslämningar. En sådan plats är Sätter på Hammarö och en annan är Götterstad på Värmlandsnäs. Båda dessa har daterats till slutet av förromersk järnålder och båda innehöll lämningar efter långhus. Huset på Sätter var omkring 22 meter långt och 7,5 meter brett. Intill huset fanns lämningarna efter mindre byggnader, sannolikt förrådshus eller verkstadshus. Götterstad hade också flera huslämningar, bland annat ett litet hus som bara var omkring 7,5×4,5 meter stort. På samma plats fanns även lämningar efter ett större långhus. En något yngre huslämning påträffades vid Billerud i Säffle. Detta hus, från romersk järnålder, har varit minst 22 meter långt och sex meter brett och varit indelat i två rum. Det är inte samma plats som beskrivs under bronsåldern men bara 100 meter avlägsen.
Huslämningar har också dokumenterats vid Tuva i Säffle, vid Hammar på Hammarö och på Lurö. Vid Tuva återfanns en husgrundsterrass på vilken har stått ett omkring 19 meter långt hus. Inne i huslämningen, sannolikt från Vendeltiden, påträffades bland annat vävtyngder. Runt 800 e Kr har man anlagt en grav ovanpå huslämningen. Utanför långhusets väggar påträffades spår efter flera mindre byggnader varav den ena daterats till romersk järnålder, men byggnaden innehöll också fynd från Vendeltiden. Boplatslämningarna vid Hammar är undersökta till mycket mindre del, men kan dateras till vikingatiden. Inte heller huslämningarna vid Tallåsen har undersökts i sin helhet. De undersökta delarna bestod av ett stort antal stolphål som visar att huset varit omkring 6 meter brett och minst 15 meter långt. Boplatsen dateras till folkvandringstiden och även här påträffades lämningar efter vävtyngder, i detta fall utmed den västra väggen.
En boplats med huslämning har undersökts på Lurö. Den daterades till slutet av järnåldern och från början av medeltiden och var av ungefär samma ålder som boplatsen vid Hammar. Platsen är inte fullständigt grävd men huset varit omkring 23×7,5 meter stort. Det undersökta huset hade inre konstruktionsdetaljer som mindre stolphål, en stensatt härd och en kokgrop. Fynden innehöll så kallad Östersjökeramik och ett skavjärn. Huset var delvis samtida med en kyrkoruin 70 meter mot nordväst. Kyrkoruinen var i sin tur byggd på ett långhus från 500–600-talen. På boplatserna påträffas ofta betydligt fler lämningar än från bostadshusen. Lämningarna består av olika slags härdar, kokgropar, gropar och i vissa fall grophus. Antalet anläggningar kan vara stort. Särskilt vanligt är detta på platser som bebotts under en längre tid. De olika anläggningar är spår efter olika aktiviteter som ägt rum på boplatserna. Det kan  vara matlagning eller olika slag av hantverk. Vanliga fynd är slagg och rester av ugnar som är rester av metallhantverk. I några få fall har deglar från bronshantverk påträffats. Detta gäller en boplats vid Sunnanå i Kil.

## Gravar
Under hela den äldre järnåldern fortsatte seden att begrava de döda i rösen och stensättningar. Ibland anlade man sådana gravar intill äldre gravar från bronsåldern.  Ett bra exempel på att gravsederna fortsatte kommer från Berg i Millesvik där 2007 års undersökning kunde avslöja inte mindre än sex eller sju skeppssättningar i en större stensättning. Stensättningen hade ursprungligen byggts under yngre bronsåldern. Skeppssättningarna, som var mellan tre och fyra meter långa, visade sig vara anlagda från omkring 400 f Kr och några hundra år framåt i tiden. Dateringar och fynd från ett antal rösen och stensättningar tycks visa att sedan att begrava i sådana gravar upphörde först omkring 400 e Kr i Värmland.
Under äldre järnåldern blev gravar under flat mark, gravar som saknar markering ovan jord, eller markerade med bara en klumpsten. I Värmland är flatmarksgravar hittade från förromersk järnålder.  I Grums finns ett dokumenterat gravfält inne i centrum av tätorten Grums. Enligt Värmlands Museum har ett stort antal gravar undersökts genom åren. Sammanlagt finns uppgifter om cirka 150 gravar. 

## Gravfält i Grums
Området runt Grums tätort är ett av områdena med tätast fornlämningar i Värmland. Vid Vänerns stränder finns många gravrösen och stensättningar som sannolikt härrör från äldre bronsåldern och tiden fram till yngre järnåldern. Rösen finns på Mastdrågudden och öster om Grumsfjorden i Vänern. Inga av dessa gravar är undersökta men i röset, Grums RAÄ 23:2, har gett fynd av brända ben.  Norr om Grums tätort dominerar gravar från den yngre järnåldern exempelvis vid Lökene och Karlberg. Fyra gravar undersöktes 1970-1971 vid Leonardsberg, RAÄ 20. I gravarna hittades en bronsring, brynen, keramik och brända ben. I närheten finns sockenkyrkan. Grums socken nämns i skrift från 1330-talet. Anhopningen av yngre järnåldersgravar och kyrkans placering gör att området troligen varit centrum i  trakten. 

Då järnvägen byggdes under 1870-talet kom ett antal förhistoriska begravningar fram i det område som är centrum av Grums tätort. Gravarna beskrevs som brandgropar täckta av klumpstenarsom innehöll keramikurnor (Arne 1917, s.11). I en av dessa skall man ha funnit en spjutspets av skiffer (Pettersson och Svensson 1991, s.5). 1904 skall man ha hittat en grav mitt för och väster om Grums station. Graven beskrivs som en stenanhopning, cirka 1 meter i diameter alltså en liten stensättning. I denna påträffades brända ben och hartstätning. Arne beskriver det viktigaste fyndet gjort före 1906.
Något senare insände kammarherre Rosensvärd på Long två gravfynd från samma plats, det ena bestående av ett stort lerkärl med inneliggande brända ben, några kolbitar och en järnskära med en nit i tången, det andra av ett mindre lerkärl med brända ben. Det visade sig nu, att gravarna härrörde från den yngre förromerska järnåldern, den s. k. laténetiden.
Gravfältet med beteckningen Grums RAÄ 312 (L2005:9901) är Värmlands största kända gravfält med gravar under flat mark. Gravfältet anlades på en låg åsrygg väster om och parallellt med en lägre liggande uttorkad bäckfåra. I bäckfåran finns ett järnvägsspår. Gravfältet omfattar omkring 320 x 95–130 meter men avgränsning är osäker och baseras på kartografiska och skriftliga källor. Gravfältets norra del är bortgrävd sedan länge. 1991 ges uppgiften om att gravfältet omfattat omkring 150 gravar, varav ett stort antal blivit undersökta.
Undersökningar i områdets närhet har visat spår efter järnåldersgravar, men boplatslämningar och fynd från stenålder har också framkommit. Omkring 130 gravar har undersökts och fler gravar har försvunnit i samband med markarbeten. Järnvägsarbeten på 1880-talet nära torpet Bråten gjorde att gravar, som beskrevs som stentäckta brandgropar, hittades. I en flatmarksgrav med en urna påträffades en spjutspets av skiffer (SHM 13478). Antalet gravar som försvann vid järnvägsbygget är okänt, men W Berg har beräknat att det kan ha rört sig om ett hundratal gravar. Vid nya markarbeten 1905 i närheten av Bråten hittades två keramikurnor med brända ben. Undersökningen gjordes av Otto Frödin. Samma undersökning hittade också en brandgrop med en täcksten. Gravarna daterades genom fynden till förromersk järnålder. T.J. Arne fortsatte grävningarna 1906 och undersökte 21 flatmarksgravar och mätte upp stensättningen kuvertgraven. De flesta gravarna var inte helt omarkerade utan hade täckstenar, främst klumpstenar. Tio av gravarna innehöll urnor av keramik de flesta trasiga medan nio av gravarna hade bevarade rester av hartstätning. Två gravar var rena brandgropar med bara kol och brända ben. Arne undersökte 1916 också den så kallade kuvertgraven som ligger på gravfältet..  I en av graven som undersöktes av påträffades blan annat en järnskära och en krumkniv.
Gösta von Schoultz undersökte 1952 sex gravar på gravfältet. Dessa gravar upptäcktes vid rörledningsarbeten på Sveagatan . Av de sex gravarna var fyra urnebrandgropar och två brandgropar, varav bara två gravar hade täcksten. Gustav Svensson undersökte en kokgrop och rester av en flatmarksgrav på tomten Sveagatan 137. Wettergren  utförde 1976 en provgrävning väster om Sveagatan. Han hittade främst sentida material med inslag av spridda kol- och benfragment. Enligt ett dokument i Värmlands Museums Topografiska Arkiv från 1977 påträffades tre flatmarksgravar på denna yta väster om Sveagatan yta, men uppgifter om gravarnas exakta placering saknas. 
Susanne Pettersson och Eva Svensson grävde 1990  öster om Sveagatan och lite norr det tidigare kända gravområdet och då framkom två urnebrandgropar och en brandgrop. Dessutom hittades anläggningar tillhöriga en trolig boplats : stolphål, rännor, avfallsgropar, pinnhål samt enstaka lagerrester med inslag av kol och sot. Boplatslämningarnas relation till gravarna kunde inte förklaras av  undersökningen. En arkeologisk utredning 2009 inför anläggandet av Sveaparken innebar att det grävdes 20 sökschakt. Två anläggningar framkom, en brandgrop. Graven täcktes över och bevarandes in situ. 2023 gjordes ytterligare en arkeologisk utredning  inom fastighet Orrby 1:189 men inga inga fynd eller anläggningar hittades
Sammanfattningsvis markerades de flesta av de undersökta gravarna inom gravfältet av klumpstenar. Gravarna var av typen urnebrandgropar  med urnor av keramik (vanligast) eller hartstätade träkärl. Gravarna innehöll brända ben och var oftast fyndtomma och bara i enstaka gravar påträffades gravgåvor, i den mest fyndrika en krumkniv, en skära av järn med en järnnål. C14-dateringar visar  att gravfältet var i bruk under större delen av järnåldern och inte bara under förromersk järnålder. Hartstätningen är resterna efter träkärl i vilka de dödas ben begravts. Som framgår av tabellen nedan så måste de av Berg uppgivna 100 gravarna räknas med om statistiken ska stämma.
| År    | Undersökare                      | Antal gravar | Gravfynd                                                      | Gravtyp                                                        | Publikation |
| ----- | -------------------------------- | ------------ | ------------------------------------------------------------- | -------------------------------------------------------------- | --- |
| 1880  | W Berg                           | 100 ??       | Skifferspjuspets                                              | Brandgravar                                                    | W. Berg: Grafundersökningar vid Tormansbol och Slottsbrosundet Vitterhets Akademiens Månadsblad 1880                                                              |
| 1905  | Otto Frödin                      | 3            | Keramik Brända ben Skära av järn                              | 2 urnegravar och en brandgrop                                  | Frödins fynd beskrivna av Arne i Bidrag till Värmlands förhistoria. Fornvännen 1917                                                                               |
| 1906  | Ture J Arne                      | 21           | 10 urnegravar 9 med hartstätning, järnskära krumkniv, järnnål | 19 urnebrandgropar med 2 brandgropar                           | Bidrag till Värmlands förhistoria. Fornvännen 1917 |
| 1916  | 3 ej grävda                      | 4            | Inga                                                          | Stensättningar, Kuvertgraven och tre borttagna liknande gravar | Bidrag till Värmlands förhistoria. Fornvännen 1917 |
| 1952  | G. von Schoultz                  | 6            | Skadade urnor och brända ben                                  | 4 urnebrandgropar och 2 brandgropar                            | Värmlands Museums Topografiska Arkiv. 1952 |
| 1960  | Gideon Svensson                  | 1            | Uppgift saknas                                                | Brandgrav                                                      | Brev till Riksantikvarieämbetet angående besiktning på fastigheten Sveagatan 137 i juli 1960                                                                      |
| 1976  | Göran Wettergren                 | 3            | Uppgift saknas                                                | Brandgravar                                                    | Brev till Riksantikvarieämbetet angående arkeologiska undersökningar i Grums. Värmlands Museums Topografiska Arkiv, Grums socken. 1976                            |
| 1990  | Susanne Pettersson, Eva Svensson | 3            | ?                                                             | 2 urnebrandgropar och 1 brandgrop                              | Ett järnåldersfält i Grums. Rapport över en arkeologisk undersökning i kvarteret Orrby. Värmlands Museum. 1960.                                                   |
| 2009  | Hasse Olsson                     | 1            | Ej grävd bara dokumenterad och övertäckt igen                 | 1 brandgrop                                                    | Särskild arkeologisk utredning inför anläggande av park i Grums centrum.- RAÄ 36, Grums socken och kommun, Värmlands län. Värmlands Museums rapportserie 2009:14. |
| Summa | Summa                            | 145 ??       |                                                               | 27 urnegravar,7 brangropar några av okänd typ                  | |

### Flatmarksgravar på andra platser i Värmland
Flatmarksgravar är dokumenterade från Hälleshult i Ölserud på Värmlandsnäs. Vid Hälleshult finns ett flatmarks- och klumpstensgravfält, delvis undersökt, storlek med 60x40 meter i storlek. På gravfältet finns en rund stensättning, och cirka 50 klumpstenar, delvis hittade genom sondering med spett av I. Atterman1938. Flera konstruktioner med brandlager har påvisats vid efterundersökningar. En karta över gravfältet upprättades av Atterman 1938. Den runda stensättningen, belägen 22 meter ostnordost om domarringen , är 5 meter diameter och 0.3 meter hög och den är övertorvad. Runt om stensättningen finns en svag kantränna av 0.5 meters bredd och 0.1 meter djup. Jorden består av relativt lös sand. Denna stensättbing motsvarar troligen nr 4 på Attermans karta. Klumpstenarna? är, enligt Attermans karta, 0.4-0.9 meter stora och intill 0.2 meter höga. Ett flertal är belägna i eller strax under markytan. Vid undersökningen 1938 konstaterades två koncentrationer av brandlager. En kan betecknas som en urnebrandgrop, som täcktes av en klumpsten. På gropens botten stod en keramikurna, med kolblandad sand inuti. Den andra koncentrationen innehöll tvättade brända ben. Tidigare, omkring 1930, hittades vid sandtäkt ett lerkärl innehållande aska och benrester. Detta förvaras i Säffle hembygdsförening. Den nordnordöstra delen av gravfältet har kraftigt skadats genom sandtäkt. År 1947 under Attermans ledning delundersöktes domarring nr 1. Området kring de 7 i kretsen belägna stenarna och vid de 2 i mitten belägna stenarna undersöktes.1947 påträffades ca 180 smärre fragment av lerkärl, 12 små flintbitar, 3 benkamsfragment, 3 små brända ben och bronsring samt kol. Domarringen restaurerades 1949 under Stig Stenströms ledning varvid de 7 i krets belägna stenarna restes, på vad som bedömdes vara de ursprungliga platserna. I övrigt igenfylldes den inre delen av domarringen med den tidigare uppgrävda fyllningen. Området där Raä nr 5 är belägen är beväxt med i huvudsak barrskog. Markytan är övervägande sandig. .
Prästbol på Segerstad har ochså gravar av denna typ. Gravarna i Hälleshult innehöll bara urnor av keramik med brända ben, medan Prästbol även gravar träkärl med hartstätning. Andra gravar bestod av enkla brandgropar med brända ben utan gravkärl ibland med små stensättningar. Gravarna i Prästbol var från förromersk och romersk järnålder.

## Gravar med synliga markeringar
Domarringar kan beskrivas som en variant av klumpstensgravarna. I Värmland har några få domarringar undersökts vid Dye nära Karlstad och en vid Hälleshult. I graven vid Dye påträffades brända ben efter en yngre vuxen människa 20–40-år gammal och dessutom benen efter en hund.

### Höggravar
När äldre  järnålder blev yngre järnålder uppkom ett nygammalt gravskick, högen. Högar tillsammans med övertorvade stensättningar dominerar gravarna under yngre järnåldern. Värmlands gravfält från yngre järnålder är i allmänhet höggravfält. Under brons- och äldre järnålder ökar bebyggelsen vid Frykensjöarna vilket de 200 rösen och stensättningar vid sjösystemet visar. Södra Fryken har fynd av keramik. Vid undersökningar av Runnevåls gravfält har också  boplatsspår från bronsåldern dokumenterats. och en rombisk yxa har hittats. Yngre järnåldern fortsätter bebyggelseexpansion vid Frykens södra strand. Flera höggravfält etableras med gravfältet vid Runnevål  som främsta representant. Mellan Vikstad och Tallåsen finns flera boplatser daterats till yngre järnålder.
Värmlands största gravfält finns vid Runnevo med 90 gravar varav 83 högar och 7 stensättningarl. Runnevål ligger i Kils kommun . De flesta gravarna har en kantränna runt högen. Kantrännor är mycket vanliga på värmländska gravfält. Gravarna som undersökts var brandgravar. Fyndensom förvaras på  SHM i Stockholm, daterar gravfältet till foilkvandringstid. Landskapet kring Kil vid Frykensjöns sydspets är en större sammanhängande jordbruksbygd. Slättområden i södra Värmland har i  anslutning till odlingsmarken ofta förhistoriska gravfält. Dessa sandiga marker har tillhört centrala bygden och varit relativt tättbefolkade områden under järnåldern. Människorna livnärde sig på odling och boskapsskötsel. På gravfältet har 20 högar undersökts de första redan 1916. Då undersöktes 9 högar med fynd av brända benbitar, ornerade bennålar och kammar. Ett kärl kallas Runnevålskrukan . Det liknar ett gravfynd i Norge. 8 gravar undersöktes 1944-1945 med bara sparsamma fynd av benbitar och keramikfragment samt flinta. 1992-1993 utgrävdes tre gravar med fynd av fragmentariska fibulor, pilspetsar, flintaskrapor och järnföremål. Brandgravarna hade gravlagts nära högens topp på samma sätt som i Norge.
Gravfält vid Millesviks kyrka är Värmlands tredje största  höggravfält med cirka 60 gravar. Gravarna är högar och övertorvade stensättningar. År 2004 utförde Värmlands Museum en utgrävning på en plats mitt emot gravfältet på vänstra sida av vägen. Vid utgrävningen påträffades enstaka stolphål möjligen lämningar av byggnader. Gravarna under yngre järnålder är placerade nära gårdarna där man bodde. Man fortsätter att kremera de döda. I Värmland har så många som 130 gravhögar undersökts så gravarna är välstuderade. Under senare tid har högar i Backa i Årjäng, Nyckelby i Övre Ullerud och Avelsäter i Tveta undersökts.
Bosättningsmönster under yngre järnålder kan studeras genom förekomsten av  gravar, som indikerar var bosättningarna har funnits. Finns kända gravar kan det finnas också okända gravar. De synliga gravhögarna representerar troligen endast en del av den totala befolkningen. Större delen av norra Värmland saknar gravhögar, men andra typer  fornlämningar visar att människor vistats där ändå. Järnålderns boplatser har en större utbredning än vad gravhögarna antyder. Gravarna i Backa innehöll flera kvinnogravar. En gravhög i Backa var särskilt rikt utrustad. Högen var byggd över bålplatsen och innehöll en ornerad keramikurna, en eldslagningssten, fragment av en kam, bennålar och en nål av järn. Andra gravari Backa hade liknande gravgåvor men färre föremål. I de fyndrikaste gravarna var äldre begravda medan gravar efter yngre personer gav färre fynd.  Gravarna i Backa var anlagda under romersk järnålder och folkvandringstidens början.
Vid Nyckelby undersöktes gravar som ingått i ett större gravfält. Detta är förstört till största delen. Gravarna på gravfältet dateras till vikingatiden, Fältet var placerat intill en samtida boplats som också är delundersökt. En välbevarad grav innehöll de kremerade benen av en äldre mansperson. Den döde hade bränts på platsen för graven, Fynden i graven var rester efter en kam av ben, en urna i keramik samt fragment av en bennål.
I Avelsäter grävdes ett gravfält som från 1800-talet hade plöjts över och till stora delar förstörts. Vid undersökning av fältet hittades kantrännor till tre av fältets högar. I två av dessa kantrännor påträffades brända ben från hund, häst och fågel. Dateringar liksom tidigare fynd visade att gravfältet var från vikingatiden i alla fall delar av gravfältet. Många gravhögar kan verka likadana sedda från utsidan, men kan de variera mycket i inre konstruktioner. Olikheterna speglar troligen både personliga val men är också uttryck för lokala skillnader i begravningsskick. Vid undersökningar framkommer skillnaderna. Det kan vara konstruktionsdetaljer, mängden av de kremerades ben som deponerats i graven eller seder med gravgåvor som har varierat.
Från ett gravfält i Tuva i Säffle finns exempel på gravgåvor under vendeltiden. Fynd av järnknivar, hängsmycken av brons, bronsnålar, keramik med hjulstämplar har hittats i vendeltida gravar. Från Tuvas vikingatida gravar finns fynd av oval spännbuckla, broddar av järn, benkammar och en drakkrok av järn. Yngre järnålderns gravskick hade seden att begrava djur i samma grav som människor. Även djuren brändes. I Tuva i Säffle har många olika djur hittats i gravarna: hund, häst, tupp, ekorre, igelkott och gris. Djurben fanns också i gravhögarna vid Nyckelby. Den äldre man som begravdes där hade sällskap av ben från bland annat häst, hund, gås, höns och björn. Björnbenen var björnklor, sannolikt en björnfäll den döde svepts i vid begravningstillfället.
Det finns många vikigatida gravfält i södra Värmland. Gravfält från yngre järnåldern ger en bild av bosättningsmönstren vid medeltidens inledning. En specialundersökning av Martin Rundkvist publicerad i Riksarkivets monografi Det medeltida Värmland visar på en karta de vikingatida gravfältens utbredning. Som kartan visar är gravfälten koncentrerade till den södra halvan av landskapet. Gravfälten återfinns i de flesta fall i de ytmässigt mindre socknarna, men det nordligaste gravfältet finns i Ekshärad, Älvdals härad. De sex socknar som är rikast på gravar är By, Grava, Övre Ullerud, Stora Kil, Segerstad och Visnum. En intressant koncentration av gravfält finns även i Köla socken i Jösse härad.

## Fornborgar
En fornlämningskategori som förknippas med järnåldern är de så kallade fornborgarna. Kunskapen om vad dessa representerar är splittrad. Det är inte ens säkert att alla fornborgar i Värmland är från järnåldern. Utgrävningar från andra platser i landet har klart visat att det finns liknande anläggningar som både är äldre, och yngre, än järnåldern.
I Värmland finns 38 anläggningar registrerade som fornborgar. De flesta finns i Säffle kommun, men ytterligare en koncentration finns nära Norsälvens utlopp i Vänern. Värmlands sydligaste fornborg finns på Lurö och den nordligaste och största, hela 600×200 meter stor, i Östra Ämtervik. Rudsklätten är riksintresse på grund av sin miljö med hällkista och stora gravrösen från bronsåldern. Fornborgarna varierar både i storlek och uppbyggnad av muren. Några har bara enkla och låga stenmurar, medan andra har kraftiga murar. Då anläggningarna är så olika råder tveksamhet om alla verkligen har varit försvarsborgar.
Villkorsbergets  fornborg är Värmlands enda undersökta fornborg. Villkorsberget ligger på Värmlandsnäs. Fornborgen belägen på en klippa invid Vänerstranden kan möjligen varit en befäst gård. Borgen är byggd med vallar av sten och jord. Den är cirka 170 meter lån. Vallarna hade en palissad byggd i trä. Terrasser som låg Innanför vallarna har troligen varit bebyggda med hus. Borgen brandhärjades mellan 400–600-talen och den byggdes sedan inte upp igen.

## Runstenar
Från järnåldern finns också fyra kända runstenar i Värmland. Dessa finns i Järsberg utanför Kristinehamn, i Väse, vid Hovlanda på Hammarö och i Skramle. Två av runstenarna har text av den äldre runraden medan stenarna i Hovlanda och Väse är skrivna med vikingatidens yngre runrad. På stenen i Hovlanda står ”Biaurn risi stin bin aftr Isgir su” (Björn reste denna sten efter sin son Åsger).
Skramlestenen är en runsten som hittades 1993 vid en utgrävning av ödegården Skramle på Skramle udde, i Gunnarskogs socken i Värmland. Skramlegården ödelades under digerdöden och blev därefter obebodd. Vid utgrävningar mellan 1990 och 1998 hittades bland annat sländtrissor, vävtyngder och pilspetsar. Fyndet av en runsten var oväntat.  Stenen står numera vid Gunnarskogs Hembygdsgård. Ristningen är daterad till tidsskedet mellan 520 och 570 och stenen har urnordiska runor. Värmland har två av omkring 20 stenar med den äldre runraden.